# 黄州区
黄州区是中国湖北省黄冈市政府驻地，常住总人口約46万人。是黄冈市政治、文化、经济中心，鄂东北重要的物资集散地。

## 地理位置
黄州区位于湖北省东部，长江北岸。

## 气候
亚热带湿润季风气候，年均气温16.3℃，无霜期264天，年均降水量1280毫米。

## 行政区划
黄州区下辖5个街道办事处、3个镇、1个乡：
赤壁街道、东湖街道、禹王街道、南湖街道、西湖街道、路口镇、堵城镇、陈策楼镇、陶店乡和火车站开发区。

## 人口
黄冈市第七次全国人口普查公报显示黄州区：常住人口为456862人，男性人口占比50.52%，女性人口占比49.48%，年龄结构中0-14岁占比14.69%，15-59岁占比68.01%，60岁以上占比17.3%，65岁以上占比12.35%。

## 经济
种植业以粮食、养殖、蔬菜为主。第二产业形成了轻工、纺织、机械、建材、医药化工、食品饮料等支柱产业。

## 交通
106国道穿过城区，京九铁路从东北角穿过，有位于王家店的黄州火车站；武冈城際鐵路快速與武漢都市圈連接，並設有黃岡西站、黃岡站和黃岡東站。黄州港是国家二类开放口岸。鄂黄长江大桥也已经建成通车，交通更加便捷。黄冈长江大桥位于长江上的湖北黄冈市黄州区唐家渡上游位置，上距阳逻长江大桥约37公里，下距鄂黄长江大桥约17公里，桥的东岸是黄冈市黄州区唐家渡开发区西、西岸是鄂州市华容区和武汉洪山葛店，集城铁、国铁、高速公路三位为一体，该桥于2010年2月开建，2014年已建成通车。

## 旅游

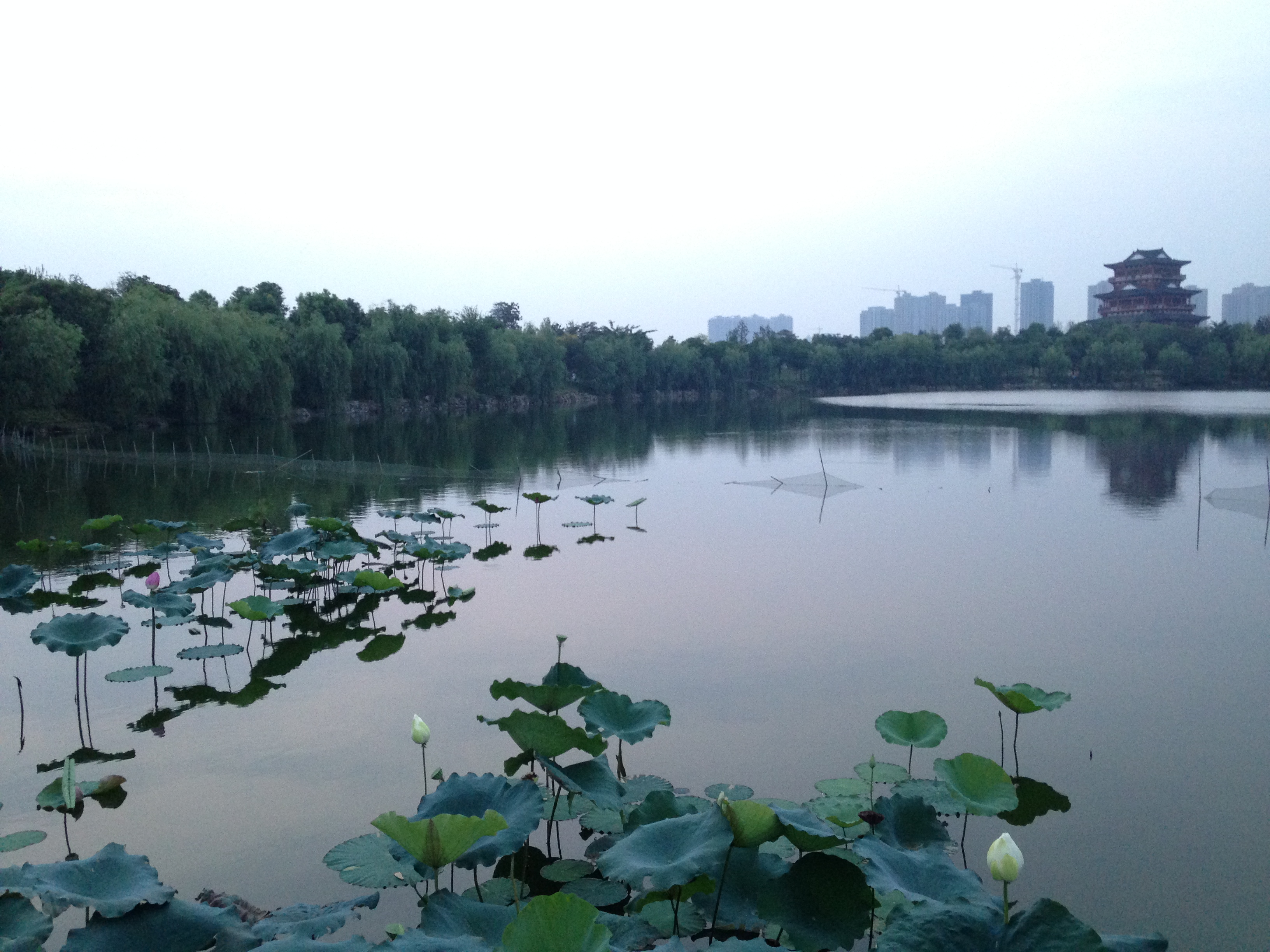
遗爱湖

黄州名胜古迹众多。有东坡赤壁、月波楼、古城墙、遗爱湖等。

## 文化教育
- 中等教育
  - 黄冈中学
  - 黄州中学
  - 黄州区一中
- 高等教育
  - 黄冈师范学院